# Astère Vercruysse de Solart
Pour les articles homonymes, voir Vercruysse.

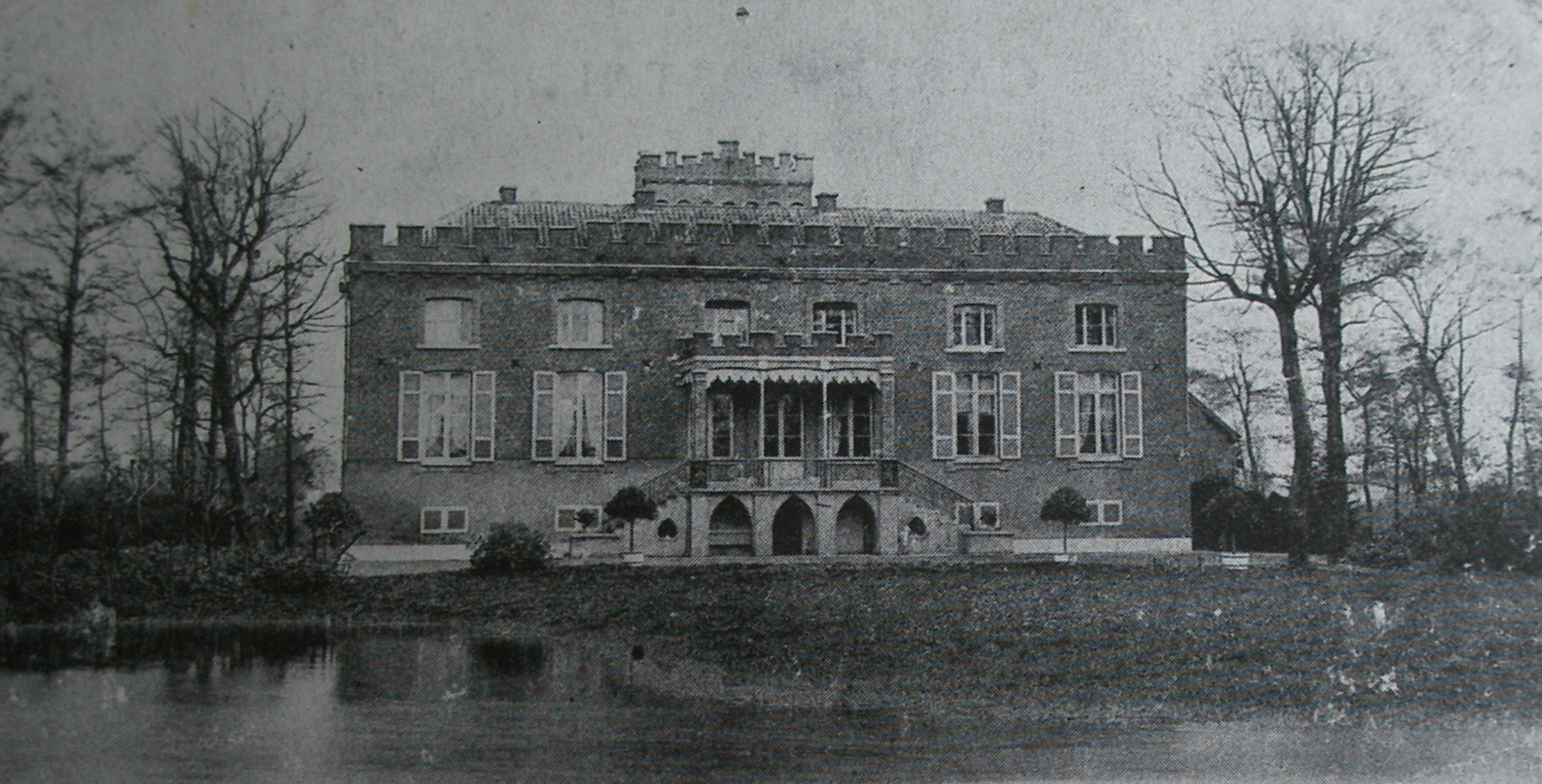
Le château Gaverkasteel situé à Deerlijk était la propriété de Vercruysse avant la Grande Guerre Mondiale

Astère-Joseph-Victor Vercruysse de Solart, dit Vercruysse-Bracq, né le 26 avril 1834 à Courtrai et mort le 15 juillet 1921 à Gand, est un homme politique belge.

## Fonctions et mandats
- Président du Conseil de Prud'hommes de Pâturages : 1870-1873
- Vice-consul du Mexique à Gand : 1882 - 1914
- Membre de la Chambre des représentants de Belgique : 1886-1892
- Sénateur : 1892-1919
- Président du Crédit Anversois : 1898-1913
- Président honoraire de la Chambre de Commerce
- Président honoraire du Cercle Consulaire
- Président de la société royale pour l'encouragement des Beaux-arts
- Président du Conseil de fabrique de l'Église Sainte-Anne : 1868-1905
- Président de l'Œuvre des veuves et de l'hospitalité de nuit

## Distinctions
- Grand Officier de l'Ordre de Léopold
- Grand Croix de l'ordre de la Couronne
- Décoré de la 1re classe du 2e degré de l'ordre du double dragon de Chine
- Commandeur de l'ordre de la Légion d'honneur - Grand Officier
- Commandeur de l'ordre d'Orange-Nassau
- Commandeur de l'ordre de François Joseph d'Autriche
- Officier de la couronne du Congo et de l'instruction publique
- Chevalier de l'Ordre du Lion Néerlandais
- Chevalier de l'Ordre d'Isabelle la Catholique

## Sources
- P. Van Molle, Het Belgisch parlement, p. 367-368;
- Le Parlement belge, 1831-1894, p. 598.
- Stengers J., De Paepe J.-L., Gruman M., Index des éligibles au Sénat (1831-1893), Bruxelles, 1975.
- Le Sénat belge, p. 475-476.
- H. Defraeye, De familie Vercruysse de Solart en Deerlijk, Derlike, Jaargang XV, nr. 1, 1992, p. 3-15